# Kristinelundsgatan
Kristinelundgatan är en gata i stadsdelen Lorensberg i Göteborg. Den är cirka 340 meter lång och sträcker sig från Götabergsgatan till Södra Vägen och korsar Kungsportsavenyen.
Gatan fick sitt namn år 1882 efter landeriet Kristinelund. Landeriet uppkallades troligen efter friherrinnan Christina Maria Alströmer (född Silfverschiöld), som var gift med kommerserådet Patrick Alströmer, vilken var innehavare av landeriet under åren 1775–1785. Landeriets huvudbyggnad låg där Teatergatan numera går, på den södra sidan av Kristinelundsgatan.

## Bilder

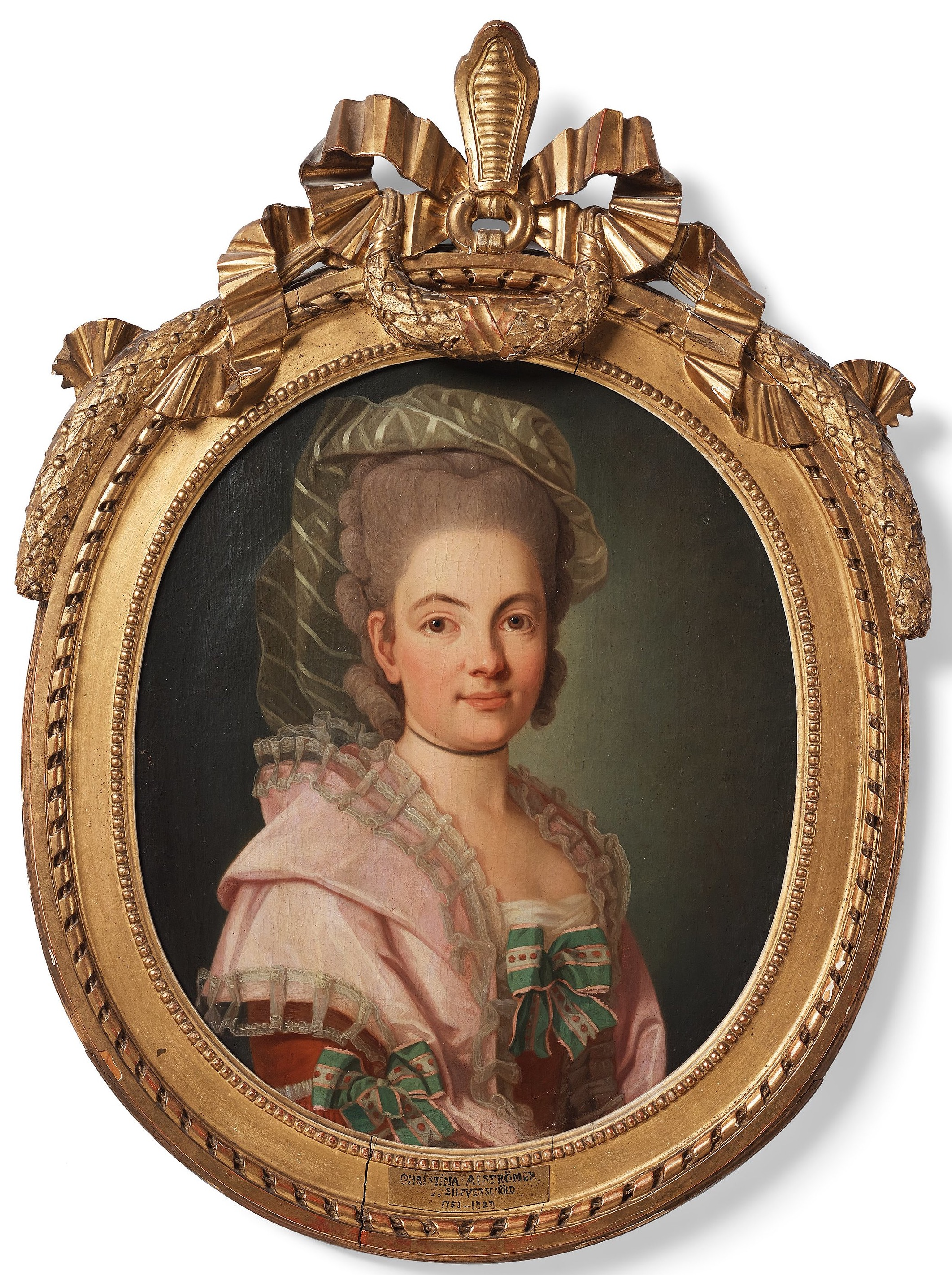
Christina Maria Alströmer, född Silfverschiöld, (1751-1823) Avporträtterad av Per Krafft d.ä..